# صائد النساء (فلم)
صائد النساء  فيلم دراما، رومنسي، كوميدي للمخرج عبد المنعم شكري عام 1975  كتب القصة والسيناريو والحوار فيصل ندا. الفيلم من بطولة محمد عوض، نيللي، يوسف فخر الدين، بدر الدين جمجوم، حسن مصطفى، وليلى حمادة  وتدور الأحداث حول المغني شريف صاحب العلاقات النسائية المتعددة عندما يقع في حب الشابة الجميلة زهرة التي تعتقد أنه مريض نفسي ولابد أن يحصل على الرعاية الطبية المناسبة ليصلح لها زوجاً.
صدر الفيلم إلى دور العرض المصرية في 4 أغسطس 1975.
كان العرض الأول في دار سينما راديو بوسط القاهرة.
منح موقع قاعدة بيانات الأفلام العربية «السينما.كوم» الفيلم درجة 6.4/ 10.

## طاقم التمثيل
محمد عوض: في دور شريف عدلي (صائد النساء)
نيللي: في دور زهرة المليجي (حبيبة شريف)
محمود المليجي: في دور محمود المليجي (الممثل عم زهرة)
خيرية أحمد: في دور بائعة المثلجات
محسن سرحان: في دور الطبيب النفسي
يوسف فخر الدين: في دور نقيب الشرطة طارق عبد السلام
بدر الدين جمجوم: في دور عزوز (صديق شريف القديم)
حسن مصطفى: في دور البرقوقي (مدير الملهى الليلي)
ليلى حمادة: في دور سونيا (خطيبة عزوز)
نبيل الهجرسي: في دور مدير الفندق
وحيد سيف: في دور سيد أبو جلامبو (جرسون الملهى الليلي)
هاني شنودة: في دور هاني (عازف الجيتار في فريق المغني شريف)
لوسي: في دور راقصة الديسكو
عبد الغني النجدي: في دور نزيل الفندق
علي الغندور: في دور صبحي (السمسار)
فريدة سيف النصر: في دور صديقة شريف
سيد منير: في دور المأذون المزيف
سهير زكي: في دور الراقصة
إبراهيم قدري: في دور حارس المصحة النفسية
بهاء عبد الحميد: في دور مالك الشقة
بالاشتراك مع: زكريا موافي – سهير رضا – سعدية القصري – علي عرابي – صالح الإسكندراني 

## أحداث الفيلم
يتمتع شريف عدلي (محمد عوض) بإعجاب وحب الشابات، وهو مغني في ملهى ليلي يقيم كثيراً من العلاقات النسائية التي تنتهي في الفراش. تقع في حبه الجميلة زهرة المليجي (نيللي) ولكنها تخشى من علاقاته المتعددة، وتقاوم رغباته الجامحة حتى عرض عليها الزواج. ينصحها عمها، الممثل محمود المليجي (محمود المليجي) بتلقينه درساً أولاً، ووضعه في اختبار، قبل أن تقبل الزواج منه. تبدأ الخطة بادعائها أن عمها المليجي غير موافق على الزواج، ويقوموا بإتمام الزواج ليلاً، لدى مأذون (السيد منير) أيقظوه من نومه. يواجه شريف وعروسه مصاعب الحصول على غرفة في أي فندق بالإسكندرية، وينوجهون للسمسار صبحي (علي الغندور)، الذي يصطحبهم لفندق ولكن مديره (نبيل الهجرسى) يعتذر لازدحام فندقه، ويبيت شريف في حجرة مشتركة مع صعيدي (عبد الغني النجدي)، وتبيت زهرة مع سيدة أخرى، وفي الصباح يكتشف شريف أن زهرة غير موجودة، وينكر مدير الفندق حضورها من الأساس. يتصل شريف بصديقه النقيب طارق (يوسف فخر الدين) الذي يسأل السمسار صبحي ومدير الفندق ويؤكد الجميع عدم وجود زهرة. يتوجه شريف وطارق لموقع المأذون فلا يجدوه، ويتصلوا برقم تليفون زهرة، ليكتشفوا أنه رقم كشك سجاير. يريد النقيب التأكد من وجود زهرة أصلاً، فيقابل عمها المليجي الذي يخبره أن زهرة طفلة عمرها 10 سنوات. يقترب شريف من الجنون، ويهجر عمله، ويدمن الشراب، ثم يتوجه لمصحة نفسية، ليعالجه الطبيب النفسي (محسن سرحان). يتضح أن المأذون والشهود والسمسار ومدير الفندق، من الكومبارس الذين استأجرهم المليجي، لتلقين شريف درساً عملياً وتشعر زهرة بمدى جرمها، وتسببها في اصابة شريف بالجنون. يقضي شريف وقتاً في المصحة حتى يشفى، ولكن زهره تكاد أن تجن لأنها السبب، وتقابل الطبيب النفسي لعلاجها، ويخبرها أن شريف قد شفى وعاد للغناء. تذهب زهرة لمقابلة شريف الذي يعود لصوابه ويعرف أن هناك فتاة تدعى زهرة ويتزوجها.

## موسيقى وأغاني الفيلم
الموسيقى التصويرية: معالي الحفناوي 
قيادة الاوركسترا: هاني شنودة
حسيب غباشي: كلمات الأغاني
غناء الأغاني: محمد عوض
قدم محمد عوض ثلاث أغنيات: ليه قلبي بيحب – البرومبومبيرو – أرقص كده ووضع حسيب غباشي كلمات على ألحان عالمية:
اللحن الرئيسي لفيلم 1970 (قصة حب Love Story) للموسيقار الفرنسي فرانسيس لاي  والتي غناها المغني الأمريكي «آندي ويليامز» عام 1970 تحت عنوان «من أين أبدأ Where do I begin»
أغنية المغني الفرنسي «أنريكو ماسياس» البروم بومبيرو El Porompompero عام 1963
كما عزفت مقطوعة الموسيقار الفرنسي «ميشيل لوجراند»، بتوزيع مختلف، والتي ظهرت في فيلم «علاقة توماس كراون The Thomas Crown Affair» عام 1968 والتي أشتهرت كأغنية بصوت المغني نويل هاريسون تحت عنوان «طواحين هواء عقلك The Windmills of Your Mind» وفازت بجائزة الأوسكار عن أفضل أغنية فيلم عام 1968.

## وصلات خارجية
- صائد النساء على موقع الدهليز
- صائد النساء على موقع قاعدة بيانات الأفلام العربية
- صائد النساء على موقع قاعدة بيانات الفيلم (الإنجليزية)
- صائد النساء على موقع ليتربوكسد (الإنجليزية)
- صائد النساء على موقع الدهليز
- صائد النساء على موقع كاروهات

https://www.kinobox.cz/film/271030-jamiet-katl-el-zojat صائد النساء (فلم)